# Phricanthes petulans
Phricanthes petulans es una especie de polilla de la familia Tortricidae. Se encuentra en la India en el estado de Assam y en Indonesia en la isla de Java.